# Carl Craig
Carl Craig (ur. 22 maja 1969 w Detroit) – amerykański muzyk elektroniczny, producent muzyczny i założyciel wytwórni płytowej Planet E Communications. Czołowy przedstawiciel drugiego pokolenia Detroit techno.
W 2008 roku nominowany do nagrody Grammy za 2008 rok w kategorii: Best Remixed Recording, Non-Classical za remiks utworu „Like a Child” zespołu Junior Boys.

## Życiorys i twórczość

### Początki
Carl Craig urodził się 22 maja 1969 roku w Detroit jako najmłodsze dziecko pracownika poczty i nauczycielki. Ma siostrę i brata. Od najmłodszych lat interesował się muzyką, w tym syntezatorową. Uczęszczał do Cooley High School w Detroit. W trakcie nauki odkrył muzykę funk i przedstawiciela, George’a Clintona, a także muzykę Prince’a. Pierwszą płytą, jaką kupił była Honey zespołu Ohio Players. Zaczął interesować się nową muzyką europejską, w tym takimi zespołami i wykonawcami, jak: The Cure, Bauhaus, Throbbing Gristle, Mark Stewart i The Art of Noise. Z czasem poszerzył swoje zainteresowania o włoskie disco i Kraftwerk. Występował w kilku zespołach, grając na gitarze. W połowie lat 80. w Chicago zaczęła rozwijać się scena house, której przedstawicielem był DJ Frankie Knuckles i takie kluby jak Warehouse. DJ-e radiowi z Detroit podchwycili brzmienie Chicago, a wkrótce dzięki takim postaciom jak: Kevin Saunderson, Juan Atkins i Derrick May odmiana muzyki house w Detroit stała się znana jako techno.
W 1986 roku rozwijał swoje zainteresowanie syntezatorami i techno dzięki swojemu kuzynowi, Dougowi Craigowi, który wspólnie z Juanem Atkinsem napisał utwór zatytułowany „Technicolor”. Zaczął też eksperymentować z technikami nagrywania używając magnetofonu do nagrywania utworów z radia, by potem tworzyć z nich własne, rozszerzone wersje. Wkrótce zaczął interesować się historią muzyki elektronicznej, syntezatorowej i taśmowej, studiując techniki i muzykę Wendy Carlos oraz przedstawicieli San Francisco Tape Music Center, takich jak Morton Subotnick i akordeonistka-eksperymentatorka Pauline Oliveros. W 1987 roku kupił swój pierwszy syntezator.

### Kariera muzyczna

#### 1989–1999
Pod koniec lat 80. zaczął nagrywać swoje domowe produkcje. Jedna z jego taśm trafiła w ręce Derricka Maya, którego poznał przez wspólnych znajomych, a który przerobił wspólnie z nim utwór „Neurotic Behavior”, wydany razem z „Crackdown” w 1989 roku (pod pseudonimem Psyche) przez wytwórię Transmat. Większość z następnych dwóch lat spędził z Mayem pomagając mu w inżynierii. Najbardziej znanym efektem ich współpracy był singiel „Strings of Life”, który pomógł Detroit techno zyskać popularność w klubach Wielkiej Brytanii. Craig dołączył do projektu Maya, Rhythim Is Rhythim na dwa koncerty w Wielkiej Brytanii. W trakcie tego wyjazdu pomagał Mayowi przy produkcji jego utworu „Strings of Life” (nagranego ponownie) oraz nowego singla Rhythim Is Rhythim, „The Beginning”. W międzyczasie nagrał również kilka własnych utworów w R&S Studios w Belgii. W ciągu tych dwóch lat tworzył również pod pseudonimami Psyche i BFC. Razem z przyjacielem Damonem Bookerem założył własną wytwórnię Retroactive.
Pod jej szyldem i pod własnym nazwiskiem wydał w 1991 roku singiel „No More Words”. Przyjął kolejny pseudonim, Paperclip People wydając singiel „Oscillator” pod szyldem Retroactive. Przed końcem roku z powodu osobistych sporów między Craigiem a Bookerem Retroactive rozpadła się, a Craig założył własną wytwórnię, Planet E Communications. Pierwszym jej wydawnictwem był maxi singiel „4 Jazz Funk Greats”, wydany pod pseudonimem 69 (w nawiązaniu do roku urodzenia artysty ); tytuł albumu natomiast nawiązywał do 20 Jazz Funk Greats Throbbing Gristle. Wytwórnia skupiła licznych  artystów z Detroit, takich jak: Francesco Mora Catlett, Naomi Daniel, Flexitone, Jason Hogans, Kenny Larkin, Monty Luke, Ezana Harris, Moodyman, Mike Agent X, Oliverwho Factory, Recloose, Reference, Kevin Saunderson, Big Tone, Tribe, Urban Tribe i Chaz Vincent, pełniła także funkcję dystrybutora innych wytwórni z Detroit, w tym Transmat Derricka Maya i Black Flag Staceya Pullena. 
W 1992 roku przyjął kolejne pseudonimy: Shop i Innerzone Orchestra, wydając niezatytułowany singiel. Jeden z jego utworów, „Bug In the Bass Bin”, przyniósł mu popularność w Europie, stając się inspiracją dla DJ-ów. W ciągu następnych lat kontynuował działalność, stając się wziętym remikserem utworów spod znaku house i techno, tworzonych w Chicago, Detroit, Wielkiej Brytanii, Belgii, Holandii. Stał się postacią kojarzoną z drugą falą techno z Detroit. Wyprodukował „Throw”, dziesięciominutowy utwór post-disco, który szybko zyskał popularność w klubach.
W 1995 roku podpisał umowę z wytwórnią Blanco Y Negro na nagranie swojego debiutanckiego albumu, Landcruising. Album spotkał się on z uznaniem krytyków, ale nie odniósł sukcesu komercyjnego, ponieważ wytwórnia nie potrafiła go skutecznie wypromować. W efekcie Craig odszedł z Blanco Y Negro, a większość jego muzyki zaczęła być wydawana przez Planet E. W tym samym roku wydał pod pseudonimem 69 kompilację swoich singli, zatytułowaną The Sound of Music. Pod pseudonimem Paperclip People wydał kolejną kompilację, The Secret Tapes of Dr. Eich. 
W 1996 roku wytwórnia !K7 Records zaprosiła go do zrealizowania miksu didżejskiego w ramach swojej serii DJ-Kicks. W 1997 roku zrealizował swój kolejny album, More Songs About Food and Revolutionary Art wykorzystując osiągnięcia Detroit techno i brytyjskiego IDM. Większość 1998 roku spędził w trasie koncertowej Innerzone Orchestra. W 1999 roku wydał za pośrednictwem Planet E płytę Programmed.
Pod koniec dekady dzięki swoim umiejętnościom zdobył na arenie międzynarodowej pozycję uznanego twórcy techno.

#### Lata 2000.
W 2000 roku został kuratorem i dyrektorem artystycznym pierwszego Detroit Electronic Music Festival (DEMF), zaplanowanym jako bezpłatny trzydniowy festiwal, prezentujący wkład miasta w muzykę współczesną. Festiwal przyciągnął ponad milion uczestników z całego świata. Sukces DEMF skłonił organizatorów do powtórzenia go w 2001 roku, ponownie z Craigiem w roli głównej. Jednak nieporozumienia pomiędzy nim a producentem festiwalu, Pop Culture Media, spowodowały że ten ostatni rozwiązał z nim umowę. W 2001 roku Craig wydał tylko jeden nowy singiel, „The Climax” i dwa miksowane albumy, Abstract Funk Theory i Onsumothasheeat, które jednak nie wzbudziły takiego zainteresowania, jak jego wcześniejsze wydawnictwa. 
Nagrany w 2005 roku dla Planet E utwór „Angel/Darkness” utwierdził reputację Craiga jako znaczącego producenta. Zainteresowanie wywołały również jego remiksy dla Beanfielda,  Laurenta Garniera i Rhythm & Sound. Ponadto zrealizował on nowe kompilacje miksów: w 2005 roku Fabric 25 dla londyńskiego klubu o tej nazwie oraz w roku następnym dla znanej serii The Kings Of Techno.
Na początku 2008 roku skompilował i zmiksował dwupłytowy zestaw swoich remiksów zatytułowany Sessions i wydany przez !K7 Records. W tym samym roku wytwórnia Deutsche Grammophon wydała album ReComposed by Carl Craig & Moritz von Oswald, zrealizowany wspólnie przez berlińskiego weterana techno Moritza von Oswalda i Craiga, którzy wzięli na warsztat utwory Maurice’a Ravela i Modesta Musorgskiego, nagrane pierwotnie przez Herberta von Karajana i Berliner Philharmoniker.   
Wiosną 2010 roku ponownie został dyrektorem kreatywnym DEMF, po tym jak nowym producentem festiwalu została w 2006 roku Paxahau, firma promocyjna z Detroit Metro, silnie powiązana z Craigiem.

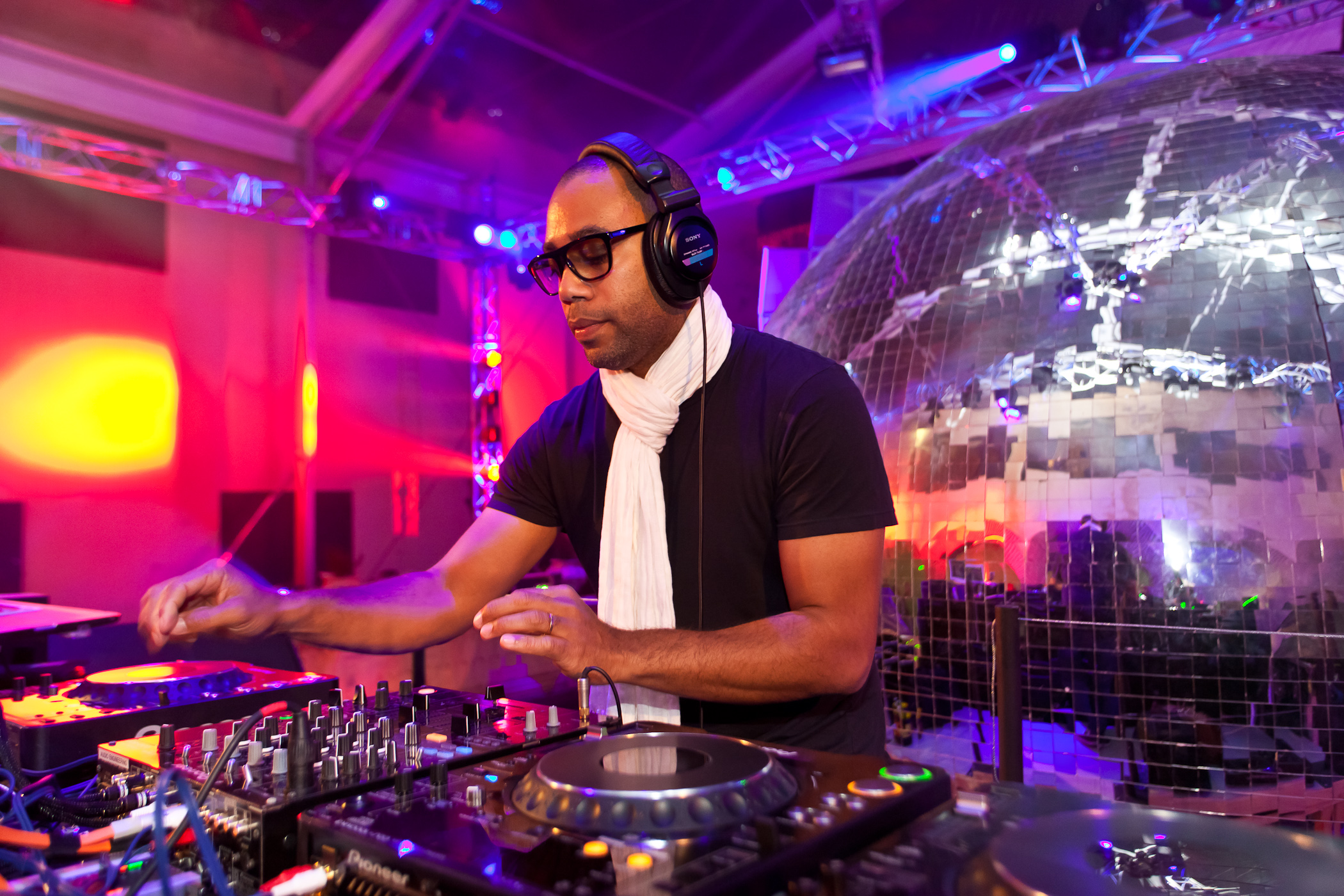
Carl Craig (2011)

W 2011 dla uczczenia 20-lecia działalności Planet E Craig zabrał ją, po raz pierwszy w jej historii, w światową trasę koncertową razem z jej artystami i współpracownikami. Po raz pierwszy zapowiedział także występ na żywo swojego projektu 69 na wybranych festiwalach na całym świecie.
W marcu 2015 roku wytwórnia Relief Records wydała album Unity, będący owocem współpracy Craiga z Green Velvet.
W maju 2017 roku nakładem wytwórni InFiné wydany został album Versus, nagrany przez Craiga wspólnie z pianistą i kompozytorem Franceskiem Tristano i francuską orkiestrą Les Siècles pod dyrekcją François-Xaviera Rotha.
W 2020 roku Craig stworzył, na zamówienie Dia Art Foundation, instalację dźwiękową, Party/After-Party, 30-minutową kompozycję techno w oprawie świetlnej, zaprezentowaną po raz pierwszy w muzeum Dia Beacon, a w 2023 roku powtórzoną w galerii The Geffen Contemporary Museum of Contemporary Art w Los Angeles.
W 2021 roku  zaprojektował instalację do muzyki Moodymana, przeznaczoną dla domu mody Bottega Veneta, a pomyślaną jako oprawa artystyczna dla pokazu mody w Michigan Building Theater w Detroit.
24 sierpnia 2024 roku zaprezentował swoją muzykę elektroniczną w Sculpture Garden w Museum of Modern Art łącząc w trakcie czterogodzinnego występu postindustrialne eksploracje dźwiękowe z atmosferą ogrodu. W tym samym roku odbyła się premiera filmu dokumentalnego Desire, który wyreżyserował szwajcarski filmowiec Jean-Cosme Delaloye. Tematem dokumentu, kręconego od 2022 roku, jest historia życia Craiga, poczynając od jego lat spędzonych od Cooley High School. Rozmowy filmowców z rodzicami artysty, innymi członkami rodziny i współpracownikami pokazują, jak dorastał on w Detroit w ślad za pionierami techno: Derrickiem Mayem, Kevinem Saundersonem i Juanem Atkinsem. Tytuł dokumentu pochodzi z utworu z połowy lat 90., który Craig nagrał pod pseudonimem 69.

## Styl, znaczenie
Craig tworzył pod wpływem takich gatunków jak: jak soul, jazz, new wave, industrial i krautrock. Jego twórczość obejmowała zarówno ambient techno, jak i breakbeatowe utwory zapowiadające drum’n’bass („Bug in the Bassbin” z 1992 roku), rozbudowane utwory house’owe oraz eksperymenty z modularnymi syntezatorami. Zrealizował liczne remiksy gwiazd techno i house, a jego wytwórnia Planet E Communications pomogła wielu artystom w rozwoju ich kariery.
Magazyn Resident Advisor scharakteryzował Craiga jako „eksperymentatora parkietowego i czołowego producenta techno z Detroit, mającego niewielu równych sobie pod względem kunsztu, wpływu i różnorodności swoich nagrań, kreatywnego wizjonera, ikonę muzyki elektronicznej, cenionego kompozytora nominowanego do nagrody Grammy, światowej klasy DJ-a i ambasadora swojego rodzinnego Detroit”. Album Craiga Landcruising z 1995 roku został zaliczony w 2017 roku przez magazyn Mixmag do 10 najlepszych albumów techno lat 90., a on sam został nazwany „czołową postacią drugiego pokolenia techno w Detroit”, która „przejęła pałeczkę od swoich pionierskich poprzedników i rzuciła się pełną parą w nieustanną innowację”. Czołową postacią drugiego pokolenia techno w Detroit określił go również magazyn Exclaim! oraz miesięcznik The Wire.

## Dyskografia
Na podstawie strony artysty na Discogs (o ile nie zaznaczono inaczej):

### Albumy studyjne
- Landcruising (1995)
- The Secret Tapes Of Dr. Eich (1996, jako Paperclip People)[19]
- More Songs About Food And Revolutionary Art (1997)
- Programmed (1999, z udziałem Innerzone Orchestra)[20]
- The Detroit Experiment (2002, z udziałem The Detroit Experiment)[21]
- The Album Formerly Known As... (2005)
- ReComposed Carl Craig & Moritz von Oswald (2008, z Moritzem von Oswaldem)
- Carl Craig Flavour Mix "C2 Anything Goes Mix" (2008)
- Unity (2015, z Green Velvet)
- Versus (2017)
- Party/After-Party (2022)

### Kompilacje
- DJ-Kicks: Carl Craig (1996)
- Designer Music V1 (2000)
- Abstract Funk Theory (2000)
- From The Vault: Planet E Classics Collection Vol. 1 (2000)

### Miksy didżejskie
- House Party 013 - A Planet E Mix (1999)
- Onsumotahasheeat (2001)
- The Workout (2001)
- Fabric 25 (2005)
- The Kings Of Techno (2006, z Laurentem Garnierem)
- Sessions (2008)
- Bodytonic Podcast 059 (2009)
- RA.200 (2010)
- FACT Mix 345 (2012)
- Life On Planet E (2012)
- Masterpiece: Created By Carl Craig (2013)
- Cocoon In The Mix (2016, z Sonją Moonear)
- Detroit Love (2019)